# Julia Mancuso
Julia Marie Mancuso (Reno, 9 de marzo de 1984) es una deportista estadounidense que compitió en esquí alpino; campeona olímpica en Turín 2006.

## Trayectoria
Participó en cuatro Juegos Olímpicos de Invierno, entre los años 2002 y 2014, obteniendo en total cuatro medallas, oro en Turín 2006, en el eslalon gigante, dos de plata en Vancouver 2010, en el descenso y la supercombinada, y bronce en Sochi 2014, en la supercombinada.
Ganó cinco medallas en el Campeonato Mundial de Esquí Alpino entre los años 2005 y 2013. En la Copa del Mundo consiguió siete victorias y 36 podios en total.
Proviene de una familia de origen italiano; su padre, Ciro Mancuso, era narcotraficante y fue arrestado en 1995. Después de retirarse de la competición, abrió una tienda de ropa interior y un gimnasio.

## Palmarés internacional
| Juegos Olímpicos   | Juegos Olímpicos                  | Juegos Olímpicos  | Juegos Olímpicos |
| Año                | Lugar                             | Medalla           | Prueba           |
| ------------------ | --------------------------------- | ----------------- | ---------------- |
| 2006               | Turín (Italia)                    | Medalla de oro    | Eslalon gigante  |
| 2010               | Vancouver (Canadá)                | Medalla de plata  | Descenso         |
| 2010               | Vancouver (Canadá)                | Medalla de plata  | Supercombinada   |
| 2014               | Sochi (Rusia)                     | Medalla de bronce | Supercombinada   |
| Campeonato Mundial |                                   |                   |                  |
| Año                | Lugar                             | Medalla           | Prueba           |
| 2005               | Bormio (Italia)                   | Medalla de bronce | Eslalon gigante  |
| 2005               | Bormio (Italia)                   | Medalla de bronce | Supergigante     |
| 2007               | Åre (Suecia)                      | Medalla de plata  | Supercombinada   |
| 2011               | Garmisch-Partenkirchen (Alemania) | Medalla de plata  | Supergigante     |
| 2013               | Schladming (Austria)              | Medalla de bronce | Supergigante     |